# Panics
Pour plus de détails, voir Fiche technique et Distribution.
Panics (Bad Dreams) est un film d'horreur américain réalisé par Andrew Fleming et sorti en 1988.

## Synopsis
En 1988, une jeune fille, seule survivante d'une secte, se réveille après treize ans de coma.

## Fiche technique
- Titre : Panics
- Titre original : Bad Dreams
- Réalisation : Andrew Fleming
- Scénario : Andrew Fleming, Michael Dick, P. J. Pettiette, Yuri Zeltser, Andrew Fleming et Steven E. de Souza
- Musique : Jay Ferguson
- Photographie : Alexander Gruszynski
- Montage : Jeff Freeman
- Production : Gale Anne Hurd
- Société de production : No Frills Film Production
- Société de distribution : 20th Century Fox (États-Unis)
- Pays :  États-Unis
- Genre : Horreur et thriller
- Durée : 80 minutes
- Dates de sortie : 
  - États-Unis : 8 avril 1988
  - France : 6 juillet 1988

## Distribution
- Jennifer Rubin : Cynthia
- Bruce Abbott : Dr Alex Karmen
- Richard Lynch : Harris
- Dean Cameron (VF : Serge Faliu) : Ralph
- Harris Yulin : Dr Berrisford
- Susan Barnes : Connie
- John Scott Clough : Victor
- Elizabeth Daily : Lana
- Damita Jo Freeman : Gilda
- Louis Giambalvo : Ed
- Susan Ruttan : Miriam
- Sy Richardson : l'inspecteur Wasserman
- Melissa Francis : Cynthia jeune
- Sheila Scott Wilkinson : Hettie
- Ben Kronen : Edgar
- Jon Menick : Anthony, le gardien de nuit
- Charles Fleischer : Ron, le pharmacien

 Source et légende : version française (VF) sur RS Doublage